# Новодмитриевка (Оренбургская область)
Новодмитриевка — село в Александровском районе Оренбургской области. Входит в состав Романовского сельсовета.

## География
Село расположено недалеко от районного центра — Александровки.
Часовой пояс
Село Новодмитриевка как и вся Оренбургская область, находится в часовой зоне МСК+2. Смещение применяемого времени относительно UTC составляет +5:00.

## Население
| 2010 |
| ---- |
| 53   |